# Гіброн Тауншип (округ Поттер, Пенсільванія)
Гіброн Тауншип (англ. Hebron Township) — селище (англ. township) в США, в окрузі Поттер штату Пенсільванія. Населення — 591 особа (2020).

## Демографія
Згідно з переписом 2010 року, у селищі мешкало 589 осіб у 241 домогосподарстві у складі 173 родин. Було 439 помешкань
Расовий склад населення:
| - 98,3 % — білих - 0,5 % — корінних американців |

До двох чи більше рас належало 1,2 %. Частка іспаномовних становила 1,0 % від усіх жителів.
За віковим діапазоном населення розподілялося таким чином: 22,8 % — особи молодші 18 років, 55,8 % — особи у віці 18—64 років, 21,4 % — особи у віці 65 років та старші. Медіана віку мешканця становила 47,3 року. На 100 осіб жіночої статі у селищі припадало 104,5 чоловіків;  на 100 жінок у віці від 18 років та старших — 102,2 чоловіків також старших 18 років.
Середній дохід на одне домашнє господарство  становив 57 783 долари США (медіана — 44 875), а середній дохід на одну сім'ю — 65 525 доларів (медіана — 51 528). Медіана доходів становила 50 625 доларів для чоловіків та 33 625 доларів для жінок. За межею бідності перебувало 12,4 % осіб, у тому числі 22,6 % дітей у віці до 18 років та 9,0 % осіб у віці 65 років та старших.
Цивільне працевлаштоване населення становило 257 осіб. Основні галузі зайнятості: освіта, охорона здоров'я та соціальна допомога — 21,0 %, науковці, спеціалісти, менеджери — 11,7 %, інформація — 11,3 %.